# دائرة حاسي بحبح
دائرة حاسي بحبح هي دائرة إدارية من دوائر الجزائر وتتبع لولاية الجلفة. تضم الدائرة بلديات حاسي بحبح و الزعفران و حاسي العش وعين معبد.